# Hillevik
Hillevik är en småort och före detta järnbruk i Hille socken i Gävle kommun. Hillevik är en by med både modern och gammal bebyggelse med villor, fritidshus och hyreslägenheter.

## Historia
1654 erhöll Peder Jakobsson Grubb, faktor vid Söderhamns gevärsfaktori och Johan Eskilsson Bergskollegiets privilegier för att uppföra en masugn i Hillevik i Hille socken. Johan Eskilsson som var en driftig man anlade flera bruk i Gästrikland, såsom Tolvfors och Axmar bruk. Några av orsakerna till järnbruket placering var den rika tillgången på skog, ett perfekt läge ur transportsynpunt samt tillgång till vattenkraft. Malmen transporterades från Dannemora och Utö gruvor sjövägen.
Efter diverse ägarbyten kom sedan Hillevik i familjen Oxenstiernas ägo (vilka även ägde Hargs bruk i Uppland). Bruket fanns sedan i familjens ägo ända till 1903, då Kopparbergs och Hofors Sågverks AB köpte Hillevik. Järnbruket, som en gång haft ett så gynnsamt läge, befann sig vid sidan om när nya industriorter växte upp i anslutning till järnvägarna. Masugnen, som nybyggts 1733 var gammalmodig, däremot var skogen intressant och det var mot den bakgrunden Kopparbergs och Hofors Sågverks AB köpte bruket. Driften vid Hillevik fortsatte sporadiskt till 1909 då bruket lades ner för gott och masugnen revs.